# بارمينيون
بارمينيون (باليونانية: Παρμενίων)‏ هو قائد عسكري مقدوني من القرن الرابع قبل الميلاد، خدم تحت إمرة إسكندر الكبير ووالده فيليب الثاني المقدوني. هو والد القائد فيلوطاس وشقيق أساندر وأغاثون. حقق مع الإسكندر عدة إنتصارات ومنها معركة غوغميلا. تم قتله لاحقاً من قبل الإسكندر هو وإبنه فيلوطاس في إكباتان بعد إتهامهم بالخيانة في سنة 330 ق م.